# بنو ثور
قالب:المصادر تاريخ قبيله سبيع .حساب معدل الميلات . تاريخ الهلايمه
بنو ثور بن البكاء بن عامر بن ربيعه بن عامر بن صعصعة بن هوازن من قيس عيلان بن مضر بن عدنان بن معد من ذرية إسماعيل عليه السلام 
تُشتهر قبيلة بني ثور بالكثرة والبأس 
بني ثور هم ذرية ابن ثور العامري
هي قبيلة معقلها الرئيسي عالية نجد وتحديدا محافظة الخرمة
وهي من قبيلة سبيع العامرية 
تعتبر بنو ثور بحد ذاتها شبه مستقله لضخامتها 
يلقبون بـ "الاد الاجرب" وهم أهل تاريخ قوي وذو فروع متسعه ومشائخهم هم "الهلايمه" اخوان ساره تندرج الاماره من الشيخ سلطان الأول جد الهلايمه قبل ٤٠٠-٣٥٠ سنه ترتيب المشائخ ؛

الأول سلطان الأول بن هليمه (٩٧٠-١٠٢٠)هـ تقريباً
الأول مسلط بن سلطان بن هليمه (١٠٢٠-١٠٨٥)هـ 
الأول عبد العزيز بن مسلط بن هليمه (١٠٨٥-١١٣٥)هـ
الأول سلطان بن عبد العزيز بن هليمه (١١٣٥–١٢١٥)هـ
الأول شارع بن سلطان بن هليمه (١٢١٥-١٢٧٧) هـ 
الأول محمد بن سلطان بن هليمه (١٢٧٧-١٣٠٢) هـ
الأول مفرح بن سلطان بن هليمه (مطوي السقيان)(١٣٠٢-١٣٤٥) هـ
الأول الحميدي بن مفرح هليمه (١٣٤٥-١٤٢٣)هـ
الأول مفرح بن الحميدي بن هليمه (١١٤٢٣-١٤٣٧)هـ
الأول الحالي للقبيله فيصل بن مفرح بن هليمه 

((للهليمي شيخة الشمل شيخ"ن" للجميع 
سلسله سلطان الأول ويا بعد مغزاه 
ماخذاها غير بالخيل والحد الوريع 
والمغازي والمناكيف في كل اتجاه))
وتعتبر امارة عنيزة ايضا لـ ال سليم من بني ثور حيث يعتبر مؤسسها زهري بن جراح وكذلك توجد ايضا عائلة الـ يحيى من بنو ثور بحائل وغير ذلك من العوائل الكثيرة